# Karim Ansarifard
Karim Ansarifard lyssna (fil); (persiska: کریم انصاری‌فرد), född 3 april 1990 i Ardabil, Iran, är en iransk fotbollsspelare som spelar som anfallare. Han spelar även för Irans fotbollslandslag.
Han har tidigare valts ut som en av de bästa unga talangerna i världen av World Soccer tillsammans med Javier Hernández och Jack Wilshere.

## Karriär
Den 3 november 2018 värvades Ansarifard av Nottingham Forest, där han skrev på ett kontrakt fram till sommaren 2020. Den 12 juli 2019 värvades Ansarifard av qatariska Al-Sailiya.
Den 25 augusti 2020 värvades Ansarifard av grekiska AEK Aten, där han skrev på ett treårskontrakt. Den 30 augusti 2022 värvades Ansarifard av cypriotiska Omonia, där han skrev på ett tvåårskontrakt med option på ytterligare ett år. I januari 2024 värvades Ansarifard av grekiska Aris, där han skrev på ett halvårskontrakt med option på ytterligare ett år.